# Pak Seung-zin
Pak Seung-zin (en coreano: 박승진; Wŏnsan, Kangwŏn, 11 de enero de 1941 - Ibídem, 5 de agosto de 2011) fue un futbolista norcoreano que jugaba en la demarcación de delantero. Es el primer futbolista asiático en marcar un gol en la fase final de la Copa del Mundo.

## Trayectoria
Debutó como futbolista en 1965 con el Moranbong SC. Además durante su estancia en el club formó parte de la selección de fútbol de Corea del Norte. Debutó en la clasificación para la Copa Mundial de Fútbol de 1966 el 21 de noviembre de 1965 contra Australia. También jugó la Copa Mundial de fútbol de 1966 y la clasificación para la Copa Mundial de Fútbol de 1974. Además fue el artífice del gol número 700 en la Copa Mundial de Fútbol.
Falleció el 5 de agosto de 2011 a los 70 años de edad.

## Selección nacional
Fue internacional con la selección de fútbol de Corea del Norte en 12 ocasiones y convirtió 6 goles. 

### Participaciones en Copas del Mundo
| Mundial                        | Sede       | Resultado        | Partidos | Goles |
| ------------------------------ | ---------- | ---------------- | -------- | ----- |
| Copa Mundial de Fútbol de 1966 | Inglaterra | Cuartos de final | 4        | 2     |

## Clubes
| Club         | País            | Año       |
| ------------ | --------------- | --------- |
| Moranbong SC | Corea del Norte | 1966-1974 |